# Palais des congrès 79
Albums de Serge Lama
Enfadolescence Lama chante Brel
Palais des congrès 79 est un double album de Serge Lama enregistré en public au palais des congrès de Paris en 1979.

## Titres
L'ensemble des textes est de Serge Lama sauf indications contraires.
| 1.  | La Fronde                         | Yves Gilbert, Jean-Claude Petit |  |
| 2.  | Entre parenthèses                 | Yves Gilbert                    |  |
| 3.  | Les pas beaux, les pas belles     | Yves Gilbert                    |  |
| 4.  | Y'a ceux qui descendent           | Alice Dona                      |  |
| 5.  | Seul tout seul                    | Alice Dona                      |  |
| 6.  | Le joyeux fêtard                  | Alice Dona                      |  |
| 7.  | Moyennant quoi                    | Alice Dona                      |  |
| 8.  | Toi c'est pas pareil              | Alice Dona                      |  |
| 9.  | L'Orphelin                        | Alice Dona                      |  |
| 10. | Mon enfance m'appelle             | Yves Gilbert                    |  |
| 11. | Quand je pars, quand je m'en vais | Yves Gilbert                    |  |

| 1.  | L'Esclave                                                       |                           | Yves Gilbert    |  |
| 2.  | Soirée sympathique                                              |                           | Emil Stern      |  |
| 3.  | Le Café du lycée                                                |                           | Yves Gilbert    |  |
| 4.  | Les Amitiés particulières c'est quand les filles nous font peur |                           | Yves Gilbert    |  |
| 5.  | Au Chili comme à Prague                                         |                           | Alice Dona      |  |
| 6.  | Mon frère                                                       |                           | Yves Gilbert    |  |
| 7.  | Les Petites Fées                                                |                           | Yves Gilbert    |  |
| 8.  | À quelle heure                                                  |                           | Tony Stefanidis |  |
| 9.  | La Fille dans l'église                                          | Maurice Vamby, Serge Lama | Alice Dona      |  |
| 10. | Femme, femme, femme                                             |                           | Alice Dona      |  |